# مقاطعة خنج
مقاطعة خنج (بالفارسية: شهرستان خنج) هي إحدى مقاطعات في محافظة فارس في إيران. مركز مقاطعة خنج هو مدينة خنج.
عدد سكان المقاطعة حوالي 59000 نسمة، غالبيتهم مسلمين السنة على المذهب الشافعي. يعيش حوالي 39,978 من سكان المقاطعة في مدينة خنج والباقي يتوزعون على قرى المحافظة.